# Кубок Уельсу з футболу 2013—2014
Кубок Уельсу з футболу 2013–2014 — 127-й розіграш кубкового футбольного турніру в Уельсі. Титул вчетверте здобув клуб Нью-Сейнтс.

## Календар
| Раунд                        | Дата                | Матчі | Клуби     |
| ---------------------------- | ------------------- | ----- | --------- |
| Перший кваліфікаційний раунд | 16-17 серпня 2013   | 49    | 188 → 139 |
| Другий кваліфікаційний раунд | 14 вересня 2013     | 47    | 139 → 92  |
| Перший раунд                 | 12 жовтня 2013      | 40    | 92 → 52   |
| Другий раунд                 | 7-16 листопада 2013 | 20    | 52 → 32   |
| Третій раунд                 | 6-7 грудня 2013     | 16    | 32 → 16   |
| 1/8 фіналу                   | 1-22 лютого 2014    | 8     | 16 → 8    |
| 1/4 фіналу                   | 1 березня 2014      | 4     | 8 → 4     |
| 1/2 фіналу                   | 5 квітня 2014       | 2     | 4 → 2     |
| Фінал                        | 3 травня 2014       | 1     | 2 → 1     |

## Третій раунд
| Команда 1                     | Рахунок  | Команда 2             |
| ----------------------------- | -------- | --------------------- |
| 6 грудня 2013                 |          |                       |
| Конві Боро (2)                | 1:2 (дч) | Нью-Сейнтс            |
| 7 грудня 2013                 |          |                       |
| Бодедерн Атлетік (3)          | 2:0 (дч) | Беклі Таун (2)        |
| Ланфейр Юнайтед (3)           | 2:4      | Аберіствіт Таун       |
| Монмут Таун (2)               | 2:1      | Ланідлоес Таун (2)    |
| Портмедог (2)                 | 2:1      | Саллі Спортс (5)      |
| Абердер Таун (2)              | 4:2      | Престатін Таун        |
| Аван Лідо                     | 2:0      | Рідимвайн (2)         |
| Кайрсус (2)                   | 2:1 (дч) | Коннаг'с Куей Номандс |
| Пенібонт (2)                  | 0:2      | Ейрбас                |
| Кембріан-енд-Клайдеч-Вейл (2) | 3:1      | Чепстоу Таун (3)      |
| Кармартен Таун                | 2:1      | Порт-Толбот Таун      |
| Кевн Друїдс (2)               | 5:2      | Баррі Таун (4)        |
| Лландріндод-Веллс (3)         | 1:3      | Голівел Таун (3)      |
| Ньютаун                       | 2:1      | Кардіфф МЮ (3)        |
| Рус (4)                       | 1:6      | Бала Таун             |
| Ріл                           | 1:2      | Бангор Сіті           |

## 1/8 фіналу
| Команда 1        | Рахунок | Команда 2                     |
| ---------------- | ------- | ----------------------------- |
| 1 лютого 2014    |         |                               |
| Абердер Таун (2) | 4:1     | Бодедерн Атлетік (3)          |
| Кайрсус (2)      | 4:3 дч  | Кембріан-енд-Клайдеч-Вейл (2) |
| Аберіствіт Таун  | 5:1     | Аван Лідо                     |
| 4 лютого 2014    |         |                               |
| Ейрбас           | 2:0     | Бангор Сіті                   |
| 11 лютого 2014   |         |                               |
| Кевн Друїдс (2)  | 0:5     | Бала Таун                     |
| 15 лютого 2014   |         |                               |
| Нью-Сейнтс       | 2:0     | Кармартен Таун                |
| Портмедог (2)    | 3:2 дч  | Монмут Таун (2)               |
| 22 лютого 2014   |         |                               |
| Голівел Таун (3) | 3:2     | Ньютаун                       |

## 1/4 фіналу
| Команда 1        | Рахунок | Команда 2     |
| ---------------- | ------- | ------------- |
| 1 березня 2014   |         |               |
| Абердер Таун (2) | 1:2     | Бала Таун     |
| Аберіствіт Таун  | 2:1     | Кайрсус (2)   |
| Голівел Таун (3) | 2:1     | Портмедог (2) |
| Нью-Сейнтс       | 2:0     | Ейрбас        |

## Півфінали
| Команда 1       | Рахунок | Команда 2        |
| --------------- | ------- | ---------------- |
| 5 квітня 2014   |         |                  |
| Нью-Сейнтс      | 2:1     | Бала Таун        |
| Аберіствіт Таун | 3:1     | Голівел Таун (3) |

## Фінал
| 3 травня 2014 17:00 (EEST) |

| Аберіствіт Таун          | 2:3      | Нью-Сейнтс                        |
| ------------------------ | -------- | --------------------------------- |
| Венейблс 10', 12' (пен.) | Протокол | Дрейпер 73' (пен.), 78' Вайлд 87' |

| «Рейскорс Граунд», Рексем Глядачів: 1 273 Арбітр: Браян Джеймс |